# Argia inculta
Argia inculta е вид водно конче от семейство Coenagrionidae. Видът не е застрашен от изчезване.

## Разпространение
Разпространен е в Еквадор и Перу.